# Stephansplatz (Hamburg)

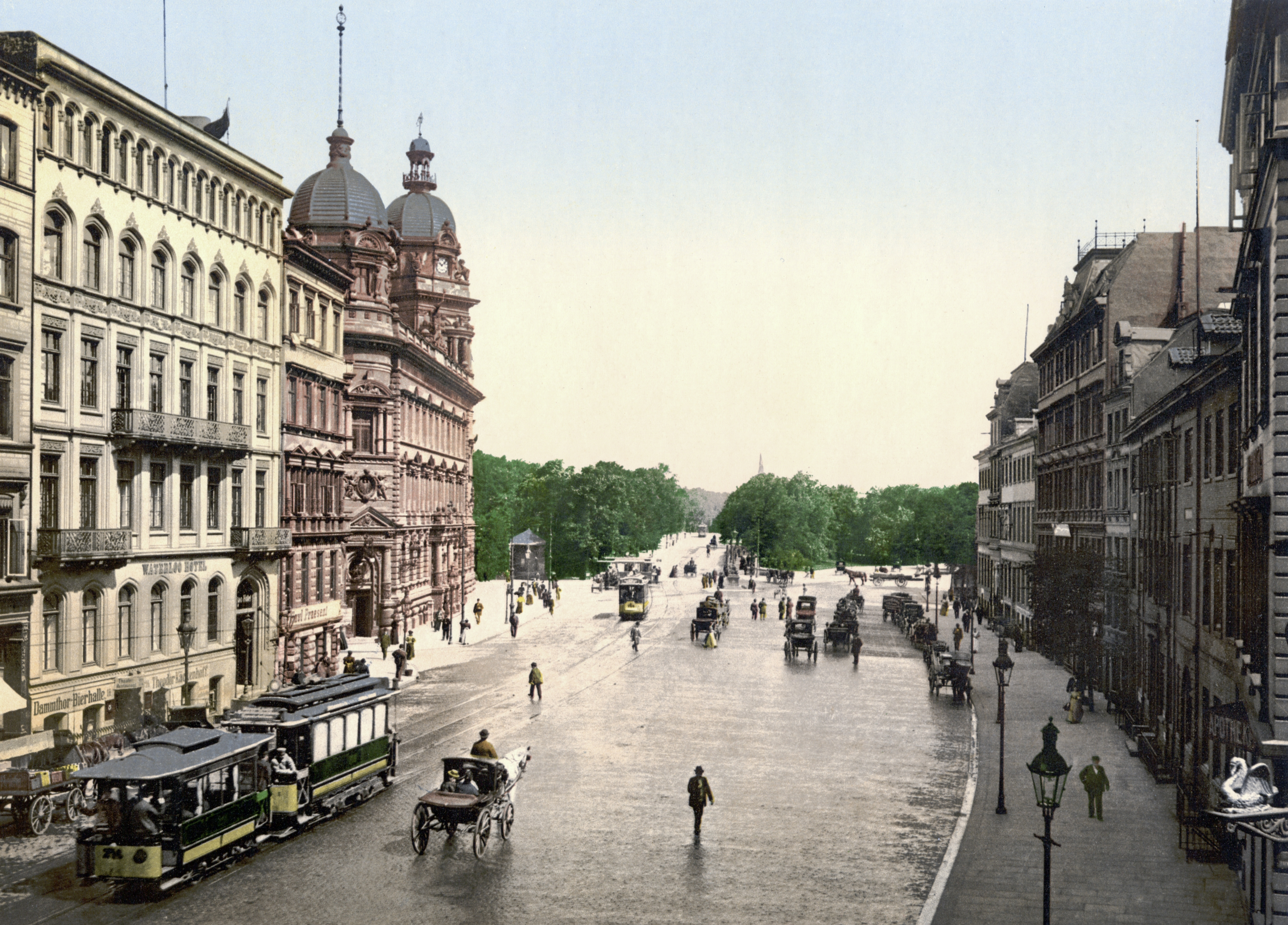
Stephansplatz (1895–1900)

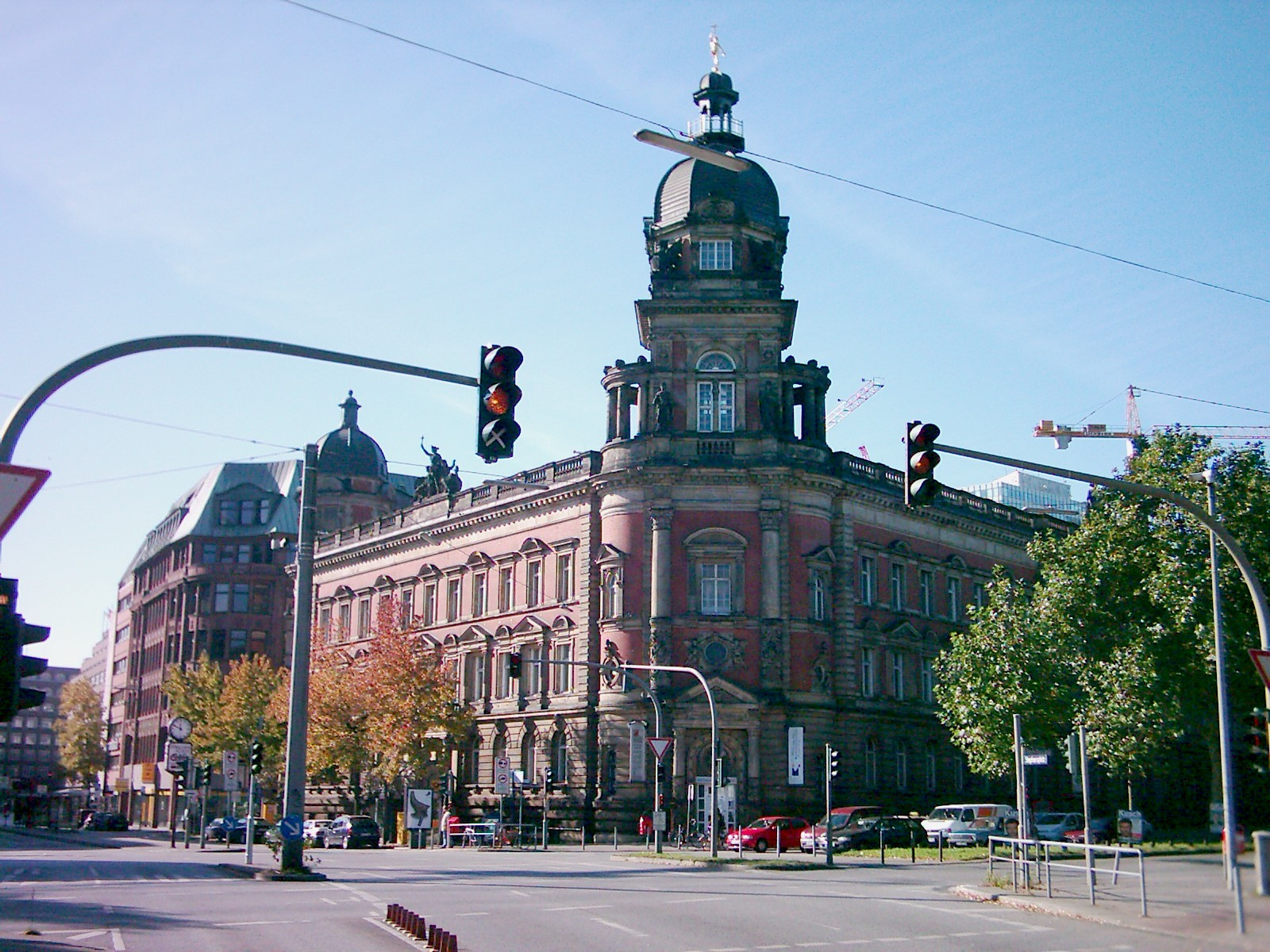
Alte Oberpostdirektion

Der Stephansplatz in Hamburg besteht im Wesentlichen aus einem Straßenzug und einer Kreuzung in der Neustadt. Benannt wurde er nach dem Generalpostdirektor Heinrich von Stephan (1831–1897), dem Gründer des Weltpostvereins und Organisator des deutschen Postwesens. Die Umbenennung eines Teils der Dammtorstraße und Dammtordamm erfolgte im Zuge der Einweihung der am Platz erbauten (alten) Oberpostdirektion.
Unter dem Areal liegt der U-Bahnhof Stephansplatz der U-Bahn-Linie 1.

## Lage und Geschichte
Der Platz liegt im Stadtteil Neustadt. Vom nördlich gelegenen Bahnhof Hamburg Dammtor kommend, wird der Dammtordamm vor der Straßenkreuzung zum Stephansplatz. Er führt am alten Postgebäude entlang und wird ab dem einmündenden Dammtorwall zur Dammtorstraße. Diese führt an der Staatsoper vorbei weiter zum Gänsemarkt. Von Westen mündet der Gorch-Fock-Wall in den Stephansplatz, der nach der Kreuzung als Esplanade weiter zur Binnenalster führt.
Nördlich am Platz befand sich bis zur Schleifung der Hamburger Wallanlagen das Dammtor, eines der Stadttore. Auf der ehemaligen Stadtbefestigung entstand zum Ende des 19. Jahrhunderts der Gorch-Fock-Wall als Teil der damaligen Ringstraße mit einer Reihe von staatlichen Bauten, die Esplande war hingegen schon ab den 1820er Jahren als einheitlich bebaute Prachtstraße angelegt. Auf einer Seite des Platzes, neben einer Bronze-Skulptur von Edgar Augustin (Die Liegende 1977), befindet sich einer der Eingänge zum Park Planten un Blomen (hier ein Teil des alten Botanischen Gartens), wo der letzte Rest des Stadtgrabens erhalten blieb.
Abgesehen vom Gebäude der alten Oberpostdirektion wird der Platz vom ehemaligen Grand Hotel, dem heutigen Casino Esplanade geprägt, das ab 1907 als Kopfbau die ehemalige nordseitige Esplanade-Bebauung zum Platz abschloss.
Von der ehemals geschlossenen historischen Bebauung gegenüber der Post, bestehend aus vier Wohn- und Geschäftshäusern aus der Mitte des 19. Jahrhunderts (Stephansplatz 2–8), ist nur das um 1829 entstandene klassizistische Eckgebäude zur Esplanade erhalten geblieben, welches ebenfalls einem 2009 fertigzustellenden Bürohaus weichen sollte. 2008 unter Denkmalschutz gestellt, blieb es mit neuem größerem Dachaufbau versehen erhalten.

## Oberpostdirektion
Das Gebäude wurde von 1883 bis 1887 als Oberpostdirektion, Post- und Telegraphendienstgebäude nach Plänen der Postverwaltung (vereinfachte Entwürfe von Julius Carl Raschdorff) erbaut. Die Fassade ist mit Skulptur-Gruppen des Bildhauers Engelbert Peiffer geschmückt, die den Nutzen von Post, Telegraphie und Telefonie darstellen. Auf dem Eckturm befindet sich ein fliegender Merkur. Das repräsentative Gebäude ist damit Ausdruck der Neuregelung der Postverhältnisse durch Heinrich von Stephan und des Geltungsanspruches des damaligen Kaiserreiches.
1887 löste es die Alte Post ab. Zwischen 1898 und 1901 wurde das Gebäude zwischen Gorch-Fock- und Dammtorwall mit einem Anbau erweitert. 1949 zog auch das Postmuseum ein, das als späteres Museum für Kommunikation nicht nur die Geschichte der Post, sondern die Geschichte der Kommunikation mit besonderem Schwerpunkt der Nachrichtenübermittlung auf den Weltmeeren veranschaulichte. In den 1960er Jahren zog die Postverwaltung in die City Nord. Nach der Privatisierung der Deutschen Post wurde das denkmalgeschützte Gebäude 1995 an den Hamburger Immobilienkaufmann Johann Max Böttcher verkauft und im Inneren teilweise umgebaut. Bis zum Jahr 2000 war dort noch das Postamt 36 untergebracht, in dessen Schalterhalle einige Elemente der ursprünglich repräsentativen Ausstattung des Hauptpostamtes erhalten waren.
2007 wechselte das Haus erneut den Besitzer, der weitere Umbaupläne verfolgt. Der Mietvertrag des Museums wurde aufgekündigt, was 2009 zu dessen dauerhafter Schließung führte.

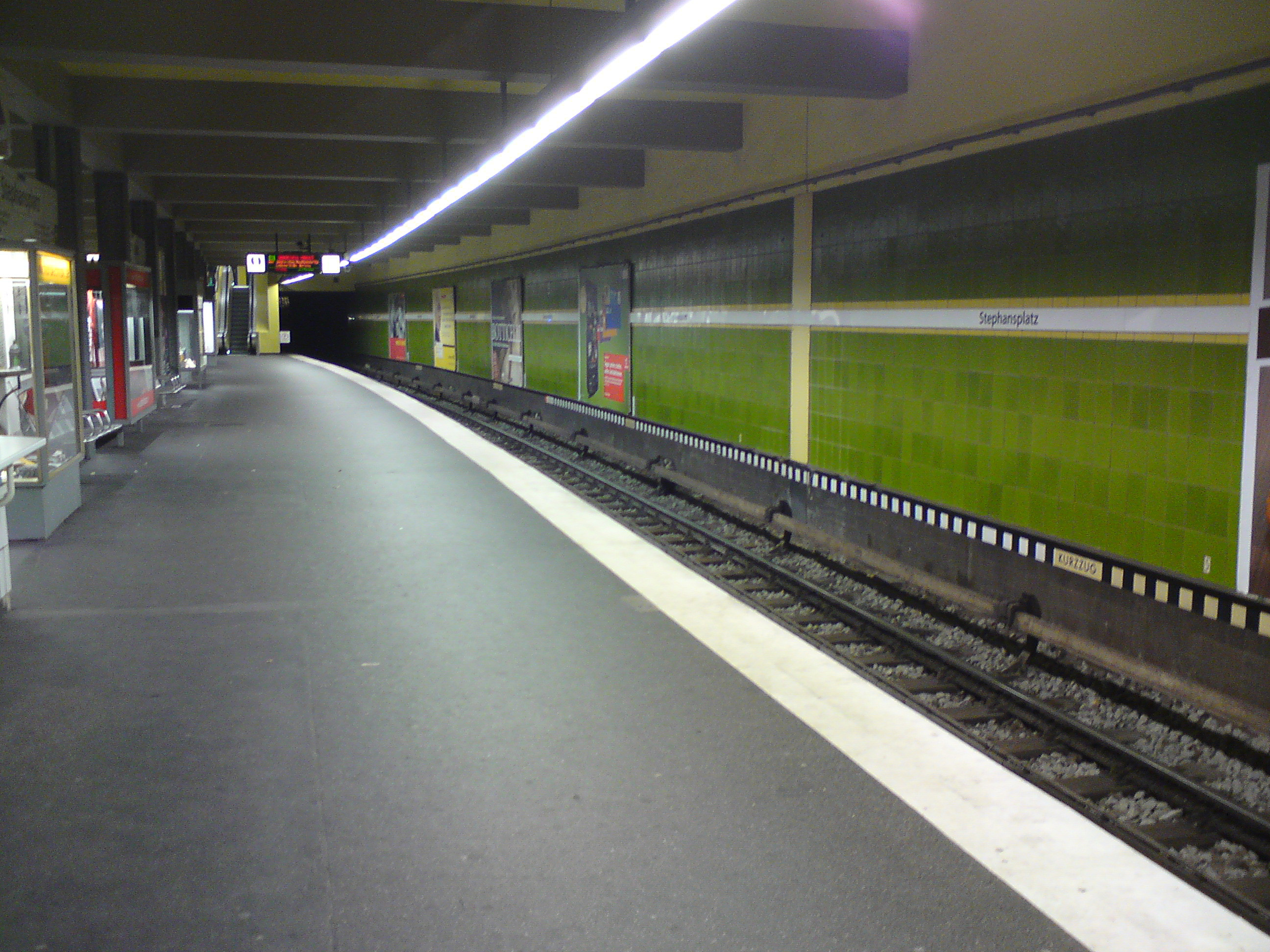
Bahnsteig des U-Bahnhofs

## U-Bahnhof
Für die „KellJung-Linie“, heute Teil der Linie U1 der U-Bahn Hamburg, eröffnete die Hamburger Hochbahn 1929 den U-Bahnhof Stephansplatz. Fußläufig ist vom Nordende der U-Bahn-Station der S- und Fernbahnhof Dammtor zu erreichen.

## Esplanade
Vom Stephansplatz gehen der Gorch-Fock-Wall und die Esplanade ab.